# Lewis Williamson

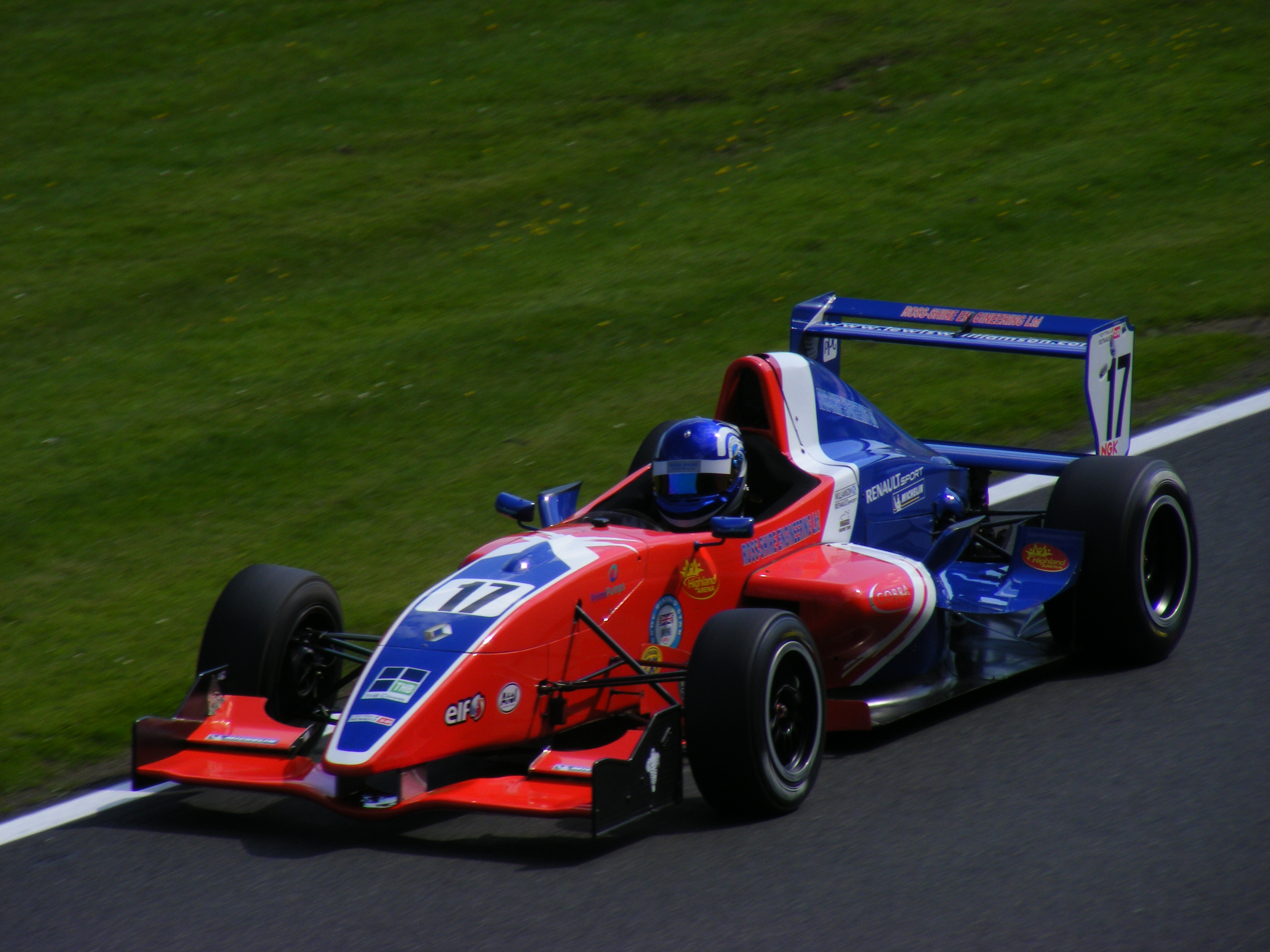
Lewis Williamson 2009

Lewis Williamson (* 11. November 1989 in Dundee, Schottland) ist ein britischer Automobilrennfahrer. Er startete von 2011 bis 2013 in der GP3-Serie.

## Karriere
Williamson gewann von 1998 bis 2007 diverse Titel im Kartsport. 2008 debütierte er im Formelsport und nahm an den Winterserien der britischen und portugiesischen Formel Renault teil. Im Jahr 2009 startete er für CRS Racing in der britischen Formel Renault und wurde Zehnter. 2010 wechselte Williamson zu Manor. Er beendete die Saison auf dem zweiten Rang hinter Tom Blomqvist und fuhr in 19 Rennen fünfmal die Pole-Position heraus, gewann ebenfalls fünfmal und erzielte vier Schnellste Runden. Am 14. und 15. Oktober 2010 testete Williamson in Estoril einen GP3-Boldien von Atech CRS Grand Prix und erzielte mit 1:31,432 sowie 1:31,230 Minuten an beiden Tagen die Nachmittagsbestzeit. Am Ende des Jahres wurde er für seine Leistungen mit dem McLaren Autosport BRDC Award ausgezeichnet.
2011 ging Williamson für MW Arden in der GP3-Serie an den Start. Nach vier punktelosen Rennen erzielte er mit einem zweiten Platz seine erste Podest-Platzierung in dieser Rennserie. Drei Rennen später folgte sein erster GP3-Sieg. Er schloss die Saison auf dem achten Meisterschaftsplatz ab und setzte sich teamintern mit 31 zu 29 Punkten gegen Mitch Evans durch. Außerdem nahm er für ISR an zwei Rennwochenenden der Formel Renault 3.5 teil. Er beendete die Meisterschaft punktelos auf dem 33. Rang. Nach der Saison absolvierte Williamson seinen ersten Formel-1-Test für McLaren. 2012 ging Williamson zunächst für Arden Caterham in der Formel Renault 3.5 an den Start und wurde ins Förderprogramm von Red Bull aufgenommen. Nachdem er an den ersten drei Rennwochenenden ohne Punkte geblieben war, stellte Red Bull seine Förderung ein und er verlor sein Cockpit. Sein Nachfolger António Félix da Costa erreichte den vierten Gesamtrang und mehrere Siege. Williamson kehrte anschließend in die GP3-Serie zurück. Dort bestritt er die zweite Saisonhälfte für Status Grand Prix. Mit einem fünften Platz als bestes Ergebnis wurde er 17. 2013 erhielt Williamson ein GP3-Cockpit bei Bamboo Engineering. Obgleich er im Gegensatz zu seinem Teamkollegen Melville McKee sieglos blieb, holte er die meisten Punkte für den Rennstall und beendete die Saison auf dem zwölften Platz in der Fahrerwertung. Ein dritter Platz war sein bestes Einzelergebnis.

## Statistik

### Karrierestationen
| - 1998–2007: Kartsport - 2008: Britische Formel Renault, Winterserie (Platz 6) - 2008: Portugiesische Formel Renault, Winterserie (Platz 4) - 2009: Britische Formel Renault (Platz 10) | - 2010: Britische Formel Renault (Platz 2) - 2011: GP3-Serie (Platz 8) - 2011: Formel Renault 3.5 (Platz 33) - 2012: GP3-Serie (Platz 17) | - 2012: Formel Renault 3.5 (Platz 32) - 2013: GP3-Serie (Platz 12) |

### Einzelergebnisse in der GP3-Serie
| Jahr | Team               | 1   | 2   | 3   | 4   | 5   | 6   | 7   | 8   | 9   | 10  | 11  | 12  | 13  | 14  | 15  | 16  | Punkte | Rang |
| ---- | ------------------ | --- | --- | --- | --- | --- | --- | --- | --- | --- | --- | --- | --- | --- | --- | --- | --- | ------ | ---- |
| 2011 | MW Arden           | TUR | TUR | ESP | ESP | ESP | ESP | GBR | GBR | GER | GER | HUN | HUN | BEL | BEL | ITA | ITA | 31     | 8.   |
| 2011 | MW Arden           | DNF | 20  | 14  | 9   | 2   | 6   | 7   | 1   | 2   | 14  | 6   | DNF | 9   | DNS | 18  | 10  | 31     | 8.   |
| 2012 | Status Grand Prix  | ESP | ESP | MON | MON | ESP | ESP | GBR | GBR | GER | GER | HUN | HUN | BEL | BEL | ITA | ITA | 11     | 17.  |
| 2012 | Status Grand Prix  |     |     |     |     |     |     |     |     | 13  | DNF | 10  | 5   | 8   | 7   | 19  | DNF | 11     | 17.  |
| 2013 | bamboo engineering | ESP | ESP | ESP | ESP | GBR | GBR | GER | GER | HUN | HUN | BEL | BEL | ITA | ITA | UAE | UAE | 44     | 12.  |
| 2013 | bamboo engineering | 11  | 7   | 19  | 17  | 25* | 14  | 4   | 4   | 24  | DNF | 14  | 10  | 4   | 3   |     |     | 44     | 12.  |